# Banjar Barat
Banjar Barat is een bestuurslaag in het regentschap Sumenep van de provincie Oost-Java, Indonesië. Banjar Barat telt 2267 inwoners (volkstelling 2010).